# Посёлок мебельного комбината

В мае 1902 года, в лесу, на месте которого ныне располагается посёлок, состоялась первая маёвка ржевских рабочих. Об этом событии упоминает мемориальный камень

Посёлок ме́бельного комбина́та (также Ме́бельный, ранее посёлок лесозавода) — микрорайон в западной части города Ржева Тверской области, в излучине Волги, на Советской стороне.
Образован в 1930 году в связи с переводом в район бывшей Шопоровской пристани лесопильного завода № 3 «Тверьлеса», позднее преобразованного в мебельный комбинат.
Исторически завод был основан ржевскими купцами, братьями В. И. и А. И. Симоновыми в 1898 году, как лесопильный, в 1918 году национализирован, а в 1922 году передан «Тверьлесу».
В 1963 году с образованием на базе завода Ржевского мебельного комбината, посёлок лесозавода получил современное название.
В 1968 году посёлок официально вошёл в состав Ржева и получил названия улиц: Центральная, Западная, Лесозаводская, Мебельщиков, Спортивная, Волжская и Профсоюзная.
В последующие годы в посёлке были отстроены пятиэтажные дома, появились детский сад, детская спортивная школа со своим зданием и спортплощадкой, станция юных техников,пожарное депо, ночной клуб «Скорпион».
В 1970 году на главном здании мебельного комбината (ныне ОАО «Ржевмебель»), была установлена мемориальная доска, рассказывающая о его истории.
В 2001 году, на базе ОАО «Ржевмебель», было создано ЗАО "Производственное объединение «ЛЕСОЗАВОД», со штатом работников более 400 человек. Предприятие занимается производством стройматериалов и изделий из дерева.
В 2007 году на лесозаводе был запущен и успешно реализуется проект «LEGODOM» — каркасное домостроение с применением современной технологии «MiTek».